# Park Potulickich
Park Potulickich – park miejski położony w śródmiejskiej części Pruszkowa. Posiada obszar 23,25 ha, w tym zbiorniki wodne o powierzchni 8,5 ha i jest uznany za zabytek wpisany do rejestru zabytków pod numerem 623403.
Założenie parkowe powstało na zlecenie hr. Antoniego Potulickiego w II połowie XIX wieku jako otoczenie klasycystycznego pałacyku Potulickich, projektantem był niemiecki architekt Karol Sparman. Zgodnie z panującymi wówczas tendencjami kompozycja uwzględniała istniejące ukształtowanie terenu oraz naturalny układ wodny złożony ze starorzecza rzeki Utraty i czterech stawów o łącznej powierzchni 8,5 ha. W ich rejonie rosną olsze, wiązy, a także jesiony, brzozy i lipy, zaś przy dawnym korycie rzecznym zespół podmokłych zbiorowisk szuwarowo-turzycowych. Na największym stawie znajduje się wyspa, na której została ustawiona figura Najświętszej Marii Panny, która po zmroku jest oświetlona. W 2010 w jego centralnej części uruchomiono fontannę, która poza walorami estetycznymi pełni również funkcję natleniającą. Zbiorniki są połączone ze sobą i z rzeką Utratą siecią kanałów, nad którymi wybudowano ozdobne mostki. Wyjątkowy charakter Parku Potulickich podkreśla cenny starodrzew, w skład którego wchodzą topole białe i szare, modrzewie europejskie, olsze czarne, wiąz szypułkowy, jesion wyniosły stanowiące pomniki przyrody. Istniejące warunki przyrodnicze sprawiły, że jest to obszar naturalnego siedliska i miejsc lęgowych licznej fauny, a szczególnie ptaków.
W południowo-zachodniej części parku znajduje się wpisany do rejestru zabytków zespół pałacowy złożony z powstałego ok. 1860 Pałacyku Potulickich, oficyny dworskiej i wozowni oraz lodowni. Przed pałacem znajduje się ustawiona w 1979 rzeźba Tadeusza Tchórzewskiego "Narodziny Narcyza". Przy ulicy Bolesława Prusa (dawniej Helenowska) na zrekonstruowanym murze ogrodzenia parku umieszczono tablicę upamiętniającą masową egzekucję z 1943, która znajduje się w ewidencji Miejsc Pamięci Narodowej.